# Condado de Pulaski (Arkansas)
El condado de Pulaski (en inglés: Pulaski County), fundado en 1818, es un condado del estado estadounidense de Arkansas. En el año 2000 tenía una población de 361 474 habitantes con una densidad poblacional de 181,1 personas por km². La sede del condado es Little Rock.

## Geografía
Según la Oficina del Censo, el condado tiene un área total de 2093 km² (808,1 mi²), de la cual 1997 km² (771 mi²) es tierra y 96 km² (37,1 mi²) es agua.

### Condados adyacentes
- Condado de Faulkner (norte)
- Condado de Lonoke (este)
- Condado de Jefferson (sur)
- Condado de Saline (oeste)
- Condado de Perry (noroeste)

## Localidades

### Ciudades
- Cammack Village
- Jacksonville
- Little Rock
- Maumelle
- North Little Rock
- Sherwood
- Wrightsville

### Pueblos
- Alexander

### Lugares designados por el censo
- College Station
- Gibson
- Gravel Ridge
- Hensley
- McAlmont
- Parkers-Iron Springs
- Sweet Home
- Woodson

### Otros lugares
- Ironton
- Natural Steps

## Mayores autopistas
- Interestatal 30
  -  Interestatal 430
  -  Interestatal 530
  -  Interestatal 630
- Interestatal 40
  -  Interestatal 440
- Interestatal 57
- U.S. Highway 65
- U.S. Highway 67
- U.S. Highway 70
- U.S. Highway 165
- U.S. Highway 167
- Carretera 5
- Carretera 10
- Carretera 100
- Carretera 161
- Carretera 300
- Carretera 338
- Carretera 365
- Carretera 367